# Port de pêche de Keroman
Vous lisez un « bon article » labellisé en 2011.
Le port de pêche de Lorient-Keroman est un port de pêche français situé à Lorient dans le quartier du même nom. Propriété de la région Bretagne, il est géré par une société d'économie mixte dont Lorient Agglomération est l'actionnaire majoritaire. Depuis 2014, c'est le premier port de pêche français en termes de valeur, et il s'agit du deuxième port de pêche français concernant le volume de pêche.
Il est construit à partir des années 1920 dans le cadre de la loi dite des 200 millions qui vise alors à développer la flotte de pêche française. Son développement connaît cependant un coup d'arrêt avec l'arrivée de la Seconde Guerre mondiale et la construction de la base sous-marine de Lorient à proximité. Il reprend son essor après la guerre, mais connaît plusieurs crises successives de la fin des années 1970 jusqu'à la fin des années 1990.
Ses activités se concentrent autour de la pêche et de la transformation des produits de la mer. La flotte du port exerce de la zone côtière lorientaise jusqu'aux mers du nord de l’Écosse. La construction et la réparation navales sont également présentes sur le site, ainsi que des activités de services. Enfin, le site est aussi utilisé ponctuellement pour des activités culturelles, comme la « Nuit du port de pêche » du Festival interceltique de Lorient.

## Histoire

### La pêche à Lorient avant Keroman
Les activités portuaires de la ville de Lorient connaissent d'importants développements pendant la deuxième moitié du XIXe siècle, alimentés par les chantiers de construction navale de la ville, les plus modernes de l'époque en France,. Celles-ci entraînent le développement des importations de charbon par bateau depuis le Pays de Galles pour permettre le fonctionnement des installations de la ville, et la construction de nouveaux quais pour accueillir une flotte grandissante s'effectue progressivement à cette époque. Dans le même temps, la ville est reliée au réseau de chemins de fer dès 1862, ce qui lui donne un avantage par rapport aux ports voisins comme Étel, Port-Louis, Gâvres ou Larmor.
Le secteur de la pêche se structure dans la ville à la même époque. Les pêcheurs de la rade de Lorient obtiennent en 1856 la création d'une « agence pour la vente du poisson » qui prend place dans les halles centrales de la ville, sur le modèle de ce qui se fait dans d'autres ports de pêche français comme Bordeaux ou La Rochelle. En 1888, une criée est construite sur le contre quai du port de commerce qui est reliée aux chemins de fer en 1906.

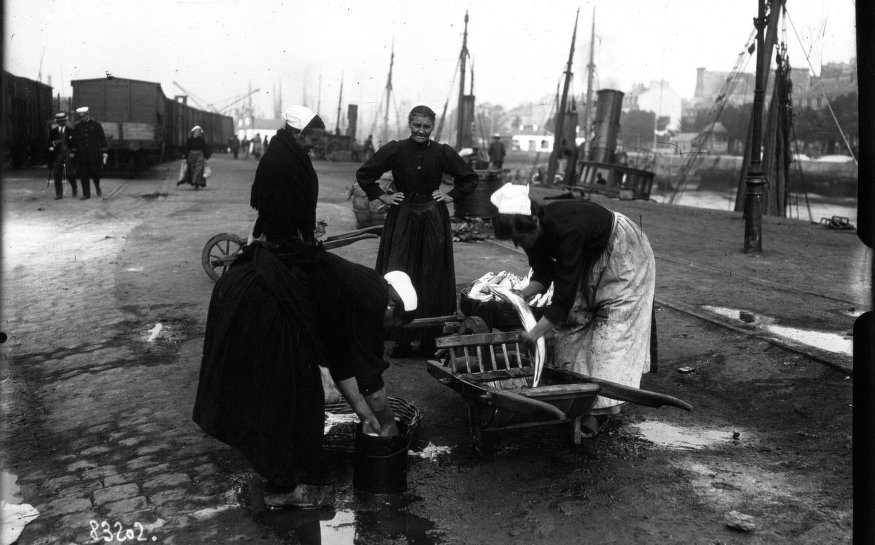
Marchandes de poisson à Lorient à la fin des années 1910.

Alors que la nature de cette activité poursuit son évolution, la généralisation de l'appertisation permet le développement de la pêche à la sardine le long des côtes bretonnes à partir de 1824. Un phénomène de surpêche alimentée par la multiplication des usines de conserves entraîne alors plusieurs crises dans cette activité, comme de 1880 à 1887, ou de 1902 à 1908. Les chasse-marées de l'île de Groix commencent à la même époque à vendre leurs pêches sur les marchés plus rémunérateurs du sud de la côte atlantique de la France, d'où ils ramènent des techniques de pêche au thon germon. Cette pêche exige de s'aventurer plus loin des côtes, et donc des bateaux plus puissants et plus solides. Le premier chalutier à vapeur apparaît en 1900 (c'est L'Éclaireur, suivi l'année suivante du Lorientais), et dès 1909, le trafic lorientais égale celui des trois ports de Douarnenez, Pont-l'Abbé et Concarneau réunis. En 1914, on dénombre déjà à Lorient 16 chalutiers à vapeur, dont plusieurs achetés d'occasion en Grande-Bretagne et même en Allemagne).
Le développement connaît un coup d'arrêt avec la Première Guerre mondiale lorsque les chalutiers sont réquisitionnés par l'armée, ce qui permet aux réserves halieutiques de se reconstituer. La flotte grandissante de chalutiers à vapeur nécessite la création d'emplois industriels et commerciaux, et le regroupement géographique de ces activités devient nécessaire.

### Genèse et construction

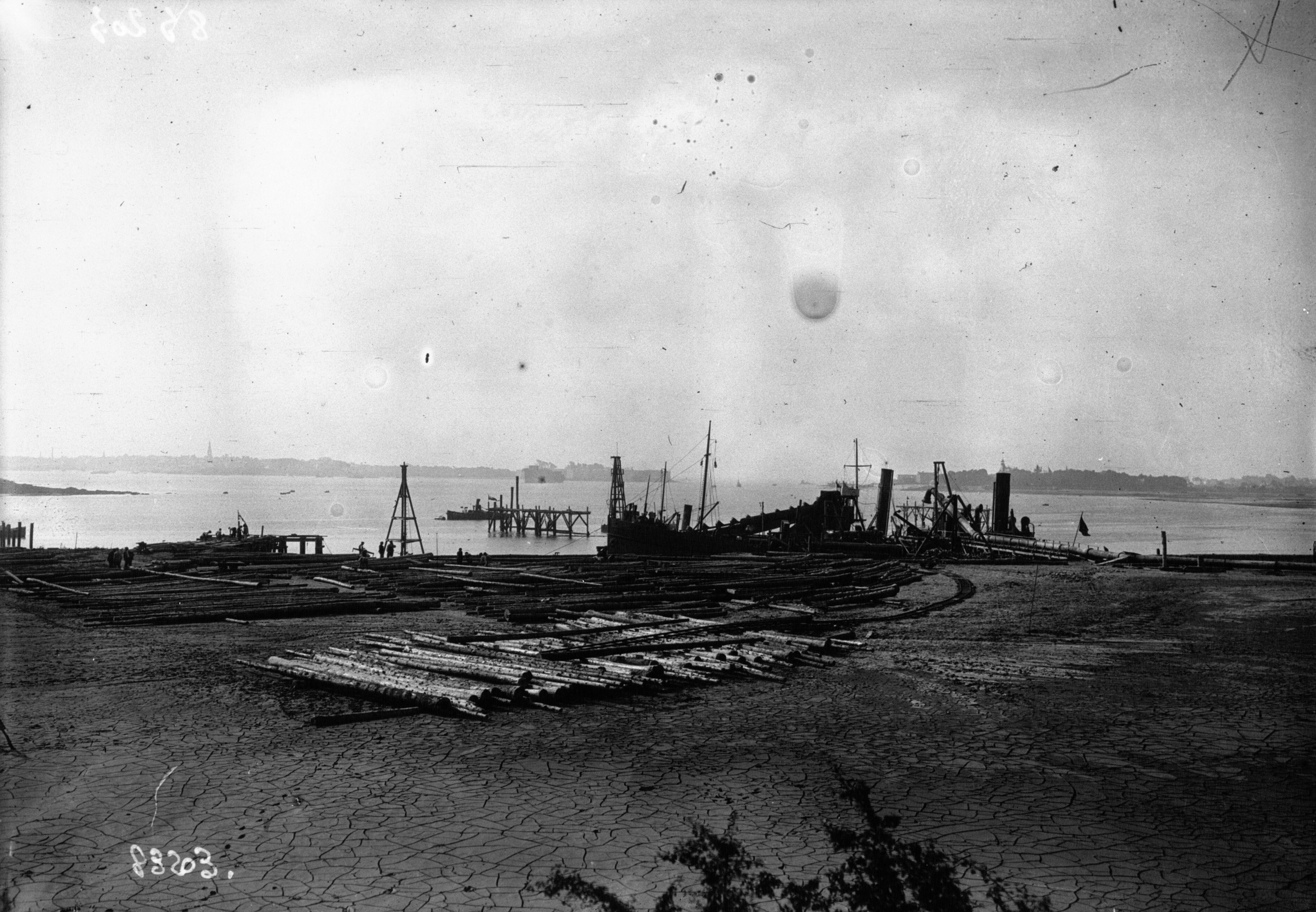
Le port en construction.

Le député du Morbihan et ancien maire de Lorient Louis Nail envisage à la fin des années 1910 la création d'un port de pêche moderne dans la ville, sur la pointe de La Perrière, et entre alors en contact avec l'ingénieur Henry Verrière en 1918. La flotte de plus en plus importante des chalutiers occupe de plus en plus de place, ce qui perturbe les activités du port de commerce et du port militaire (en 1926 56 chalutiers encombrent un avant-port envasé et gênent l'accès à ces deux ports).
Le projet de Verrière prévoit l’aménagement de l'anse de Keroman avec 1 530 mètres de quais, un plan d'eau de 7,90 hectares, ainsi que plusieurs bâtiments et un môle à charbon.
Le gouvernement français par le biais de Fernand Bouisson, alors haut-commissaire de la marine marchande, étudie le développement de la flotte de pêche nationale. Un premier projet de loi est présenté en novembre 1918, ce qui permet d'obtenir début 1919 une première ligne de crédit de 40 millions de francs. La loi dite des 200 millions est finalement votée, puis promulguée le 19 juin 1920. Sur cette somme, Henri Verrière obtient un financement de plus de 30 millions de francs de la part de l'État, et les travaux ont lieu de 1919 à 1927.
Grâce à la volonté tenace de Louis Bail et de son successeur, Alphonse Rio, c' est la pointe de Keroman, à l'embouchure du Ter, qui est choisie pour construire le port de pêche, à 2 kilomètres au sud du vieux port de commerce et à 3 km de la gare. Le chantier démarre en 1920 par le remblaiement de la plage de la Perrière et la démolition du vieux casino.

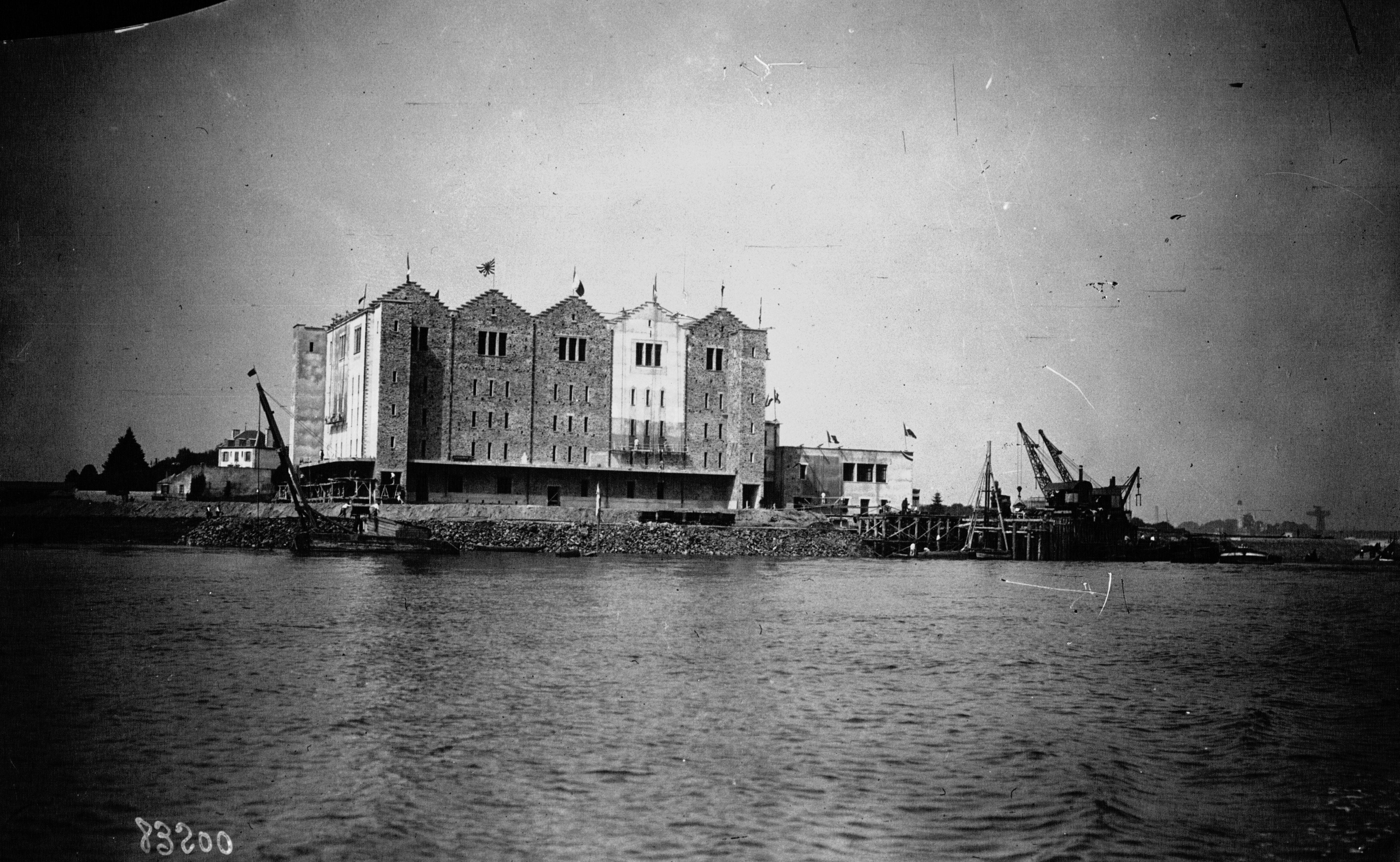
L'usine frigorifique en construction en 1920.

Dans le même temps un projet d'usine frigorifique est mené, afin de permettre aux chalutiers de conserver leurs pêches fraîches plus longtemps et d’étendre la zone de commercialisation de celles-ci, et en 1919 les travaux sont lancés pour un coût de 8,6 millions de francs, pour une inauguration en 1922.
L'inauguration officielle a lieu le 17 juillet 1927, et la concession est accordée à la société du port de pêche de Lorient pour une durée de 60 ans. Les travaux continuent avec la mise en chantier en 1928 d'un slipway en étoile. Il entre en fonction en 1932.
Le nouveau port, qui dispose d'un bassin à marée offre 1 800 mètres de quais, une criée, un appontement charbonnier, une usine à glace, un raccordement ferroviaire permettant le départ de trains de marée équipés de wagons isothermes et un slipway pour le carénage et la réparation des bateaux.

### Développement jusqu'à la Seconde Guerre mondiale
Ces travaux permettent d'augmenter de 50 % le volume de poissons pêchés de 1926 à 1939, plus particulièrement de 1928 à 1931, période pendant laquelle le volume pêché passe de 15 800 tonnes à 23 000 tonnes. Cependant, les activités subissent à la même époque les effets de plusieurs crises. La surpêche fait baisser le rendement des bateaux, ce qui oblige ceux-ci à s'aventurer de plus en plus loin ; par exemple le rendement par voyage étant divisé par trois pour le merlu en 1900 et 1930. La consommation ne suit pas l'évolution de la production, et les prix baissent : le prix du kilogramme de colin passe ainsi de 3,03 francs en 1930 à 2,14 francs en 1935. Dans le même temps, les charges d'exploitation progressent, notamment en raison de la crise du charbon en Angleterre de 1926, ou aux dévaluations du francs. Les conserveries sont aussi touchées par la crise et ont du mal à écouler leur production.
La crise est surmontée de plusieurs manières. La flotte s'équipe peu à peu avec des moteurs à essence, plus économiques que ceux à charbon : de 1930 à 1939, ils passent de 3 % à 29 % du tonnage de la flotte lorientaise. Des dispositions législatives et réglementaires permettent aussi d'aider les pêcheurs.
En 1938, le port de Kéroman accueillait 226 navires, dont 182 chalutiers.

### Seconde Guerre mondiale

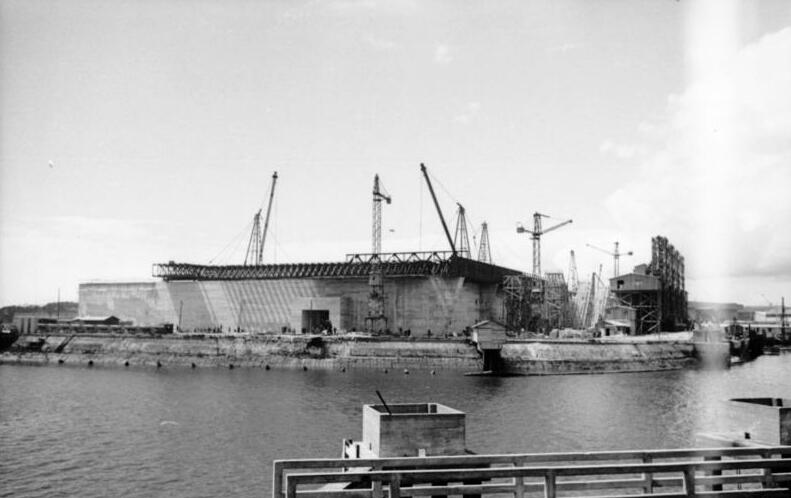
La base sous-marine de Lorient construite pendant la Seconde Guerre mondiale condamne les projets de développement du port.

Le port de pêche de Keroman est touché à différents niveaux par la guerre. Des chalutiers sont réquisitionnés à partir d'août 1940, et plusieurs autres navires trouvent refuge dans des ports moins exposés comme Auray ou La Trinité-sur-Mer. À partir de 1943, les activités du port sont complètement arrêtées. Au total, 47 % du tonnage des chalutiers de Lorient est perdu pendant la guerre.
Le port voit aussi apparaître dans son voisinage immédiat le chantier de construction de la base sous-marine de Lorient par l'occupant, ce qui transforme la zone en cible prioritaire pour les bombardements alliés. Les premières bombes touchent le port les 14 et 27 septembre 1940, et celui-ci est durement touché par une série de raids aériens les 18 et 22 novembre 1942. La ville est quant à elle presque totalement détruite entre les 15 janvier et 23 février 1943.
La morphologie du port connaît par la même occasion une évolution décisive. Les terrains occupés par la base sous-marine doivent à l'origine servir d'extension au port, et l'édification de celle-ci met fin aux projets de Verrière. L'occupant reconfigure le slipway pour permettre à celui-ci d'accueillir des navires plus importants, et deux Dom-Bunker sont construits dans son périmètre.
La reddition tardive de la poche de Lorient repousse d'autant la réouverture du port. Le 14 août 1945, l'ordonnance portant sur la réorganisation des pêches maritimes est promulguée. Vers la fin de la même année, pendant que les premières pinasses commencent à débarquer du poisson à Keroman alors que les plus gros chalutiers restent à Concarneau, les 34 premiers dossiers de dommages de guerre sont déposés.

### Après-guerre

La zone portuaire (en rouge) dans laquelle s'intègre le port de pêche, et la rade

La concession du port se retrouve amputée de vingt hectares à la suite de la construction de la base de sous-marins. Les travaux de reconstruction commencent le 16 juin 1946, et le gros des travaux de remise en état est achevé à la mi-1951. La flotte se reconstitue via la mise en place d'un comptoir de reconstruction géré par les armateurs qui commandent en série de nouveaux chalutiers grâce aux dommages de guerre perçus, auxquels peut s'ajouter une soulte. De 1945 à 1953, 464 dossiers de financement sont déposés dans ce cadre dans le quartier maritime de Lorient. La concession du port est par ailleurs rachetée par l'État en 1973 et confiée à la chambre de commerce et d'industrie du Morbihan.
Les infrastructures se développent pendant cette période. Le bassin long voit s'ajouter 130 mètres de criée en 1952, puis 50 mètres de plus en 1957, 75 mètres de plus en 1959, et 75 mètres de plus en 1962. Le slipway connait plusieurs ajouts : un quatrième garage est ouvert en 1958, et deux autres suivent en 1962. Les équipements sont modernisés : une première chaîne de débarquement avec tapis-roulant ouvre en 1956, une poutre de déchargement avec bacs en aluminium est installée en 1959, un convoyeur aérien de glace avec deux postes de déchargement est mis en place en 1960, et un portique de déchargement est installé en 1972.
D'autres évènements concourent au développement du port. La flotte de pêche d'Étel, ainsi que les artisans d'autres ports de la rade s'installent à Keroman. Le transport des produits de la marée par camion se développe au détriment du rail : de 1947 à 1972, la part du transport routier passe de 12 % à 78 %.
Le port doit aussi faire face à plusieurs crises successives. Les naufrages dans les zones de pêche lorientaises du Torrey Canyon en 1967, de l’Olympic Bravery et du Boehlen en 1976, de l’Amoco Cadiz en 1978 et enfin celui du Tanio en 1980 ont un impact négatif sur les pêches. L'accroissement du prix du combustible consécutif du choc pétrolier de 1973 ainsi que la dépression qui s’ensuit touchent le port à un moment où celui-ci est engagé dans des dépenses de modernisation de sa flotte.

### Développements récents

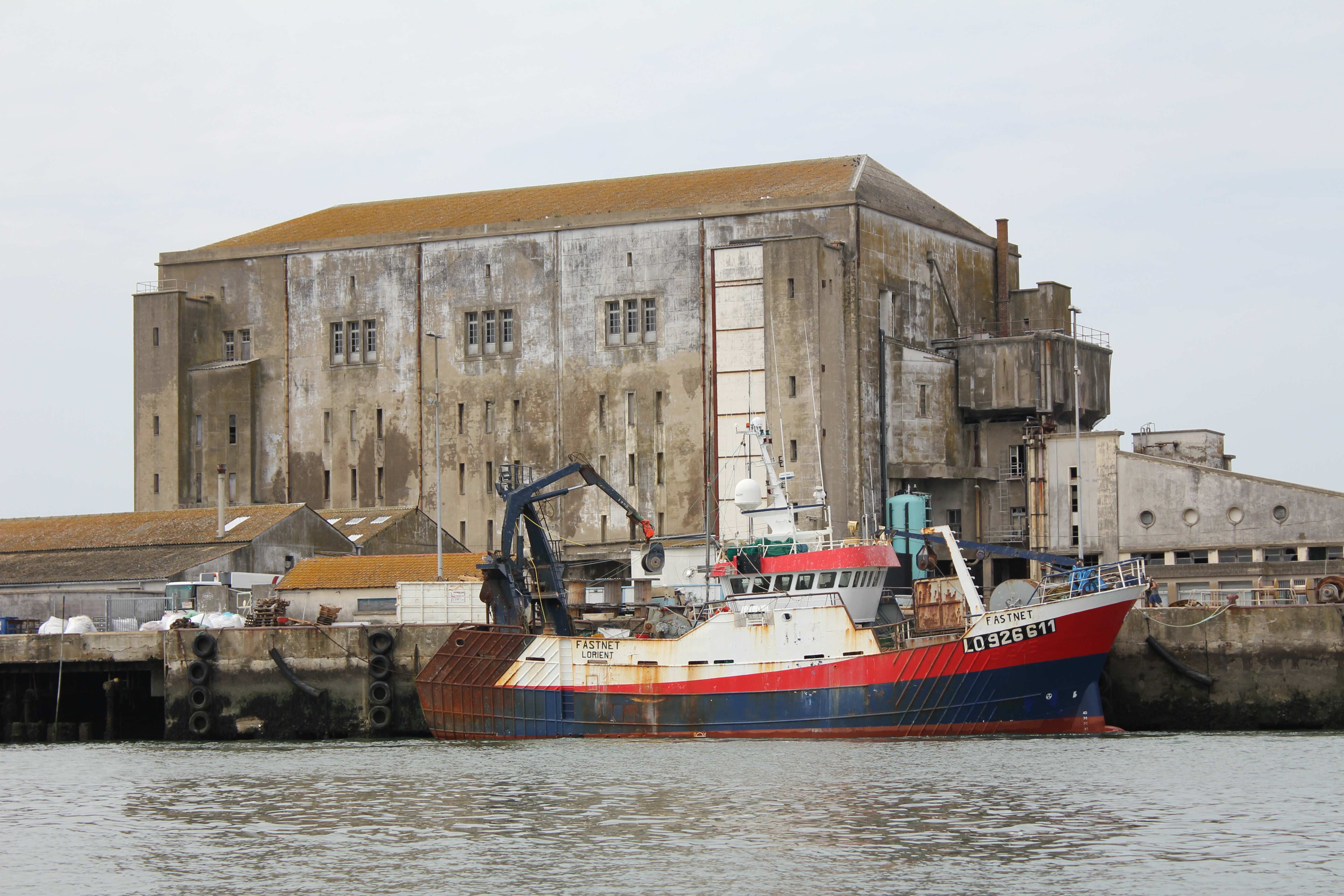
L'ancienne usine frigorifique, vouée à la destruction.

Le cadre des pêches évolue avec la mise en place progressive de plusieurs politiques européennes. La zone exclusive de pêche est étendue à 200 milles en 1977. La politique commune de la pêche est instaurée en 1983 avec la même année le premier règlement sur les quotas. En 1987, l'arrondissement de Lorient est classée par la CEE en zone sensible et bénéficie d'une aide pour les navires de plus de 33 mètres.
Des investissements de modernisation sont entrepris par la Chambre de commerce et d'industrie du Morbihan, et 184 millions de francs sont dépensés de 1973 à 1986, puis 125 millions de plus de 1988 à 1990. Ces investissements s'avèrent insuffisants pour surmonter une crise provoquée par la surpêche, et en 1994 une société d'économie mixte reprend la gestion du port. Plusieurs vagues d'investissements suivent : 20 millions d'euros sont investis pour la période 2006-2013.
Le quartier entourant le port de pêche voit apparaître un projet de réaménagement urbain au début des années 2010. Il prévoit à terme la destruction de la glacière construite au début de l'histoire du port, destruction achevée en mars 2022.

## Infrastructures

### Gestion

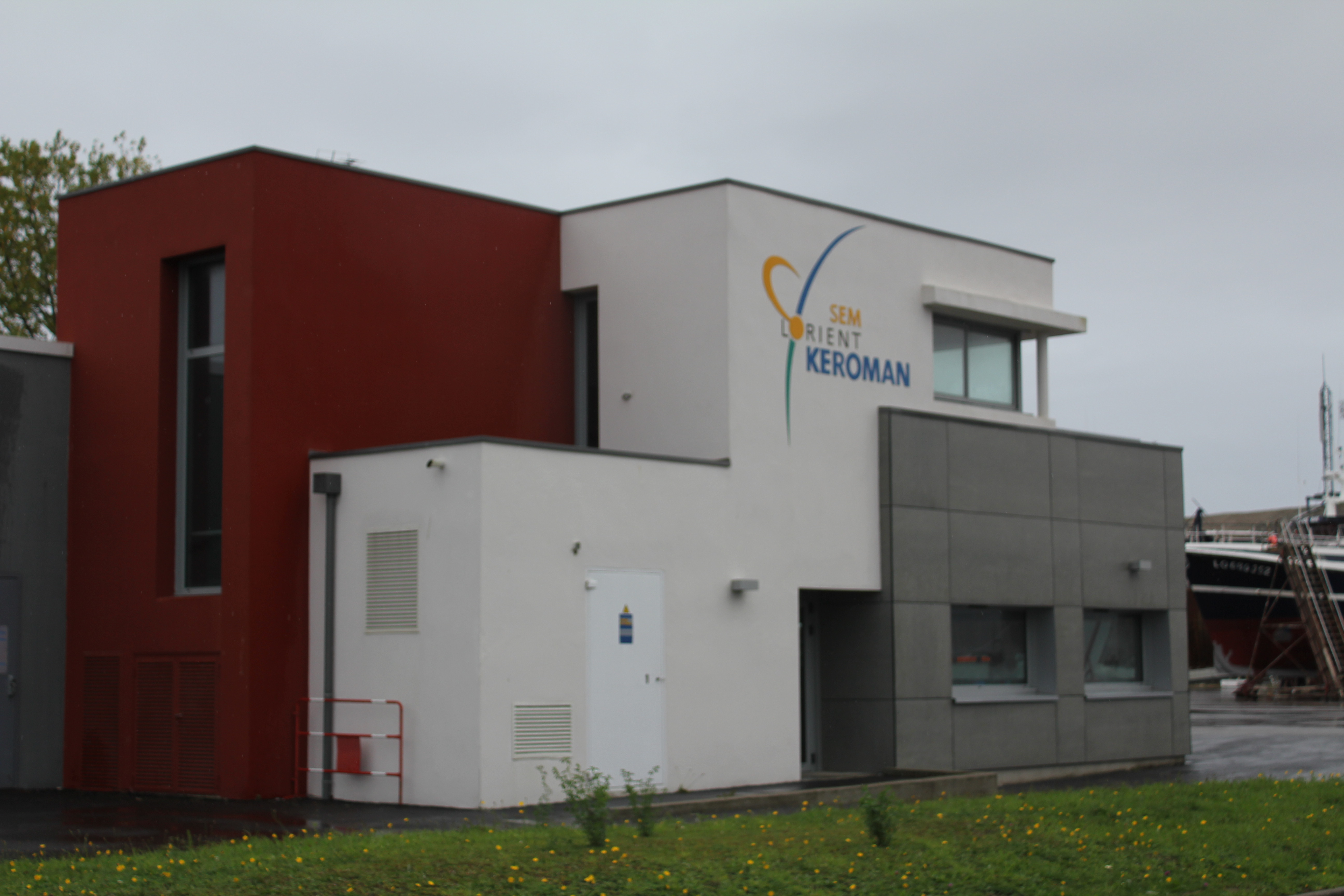
Locaux de la société d'économie mixte de Lorient-Keroman.

Le port est la propriété de la région Bretagne depuis 2007, date à laquelle l'État a transféré la propriété à cette dernière. Il représente un espace de 55 hectares.
La concession de l'ensemble est détenue par la société d'économie mixte de Lorient-Keroman dont Cap l'Orient agglomération est l’actionnaire majoritaire. Celle-ci prend la suite de la Chambre de commerce et d'industrie du Morbihan qui lui cède cette activité en 1994. La gestion du port est sous-traitée à la Compagnie d’exploitation du port qui est une filiale à 100 % de Veolia.

### Installations

#### Quais et bassins

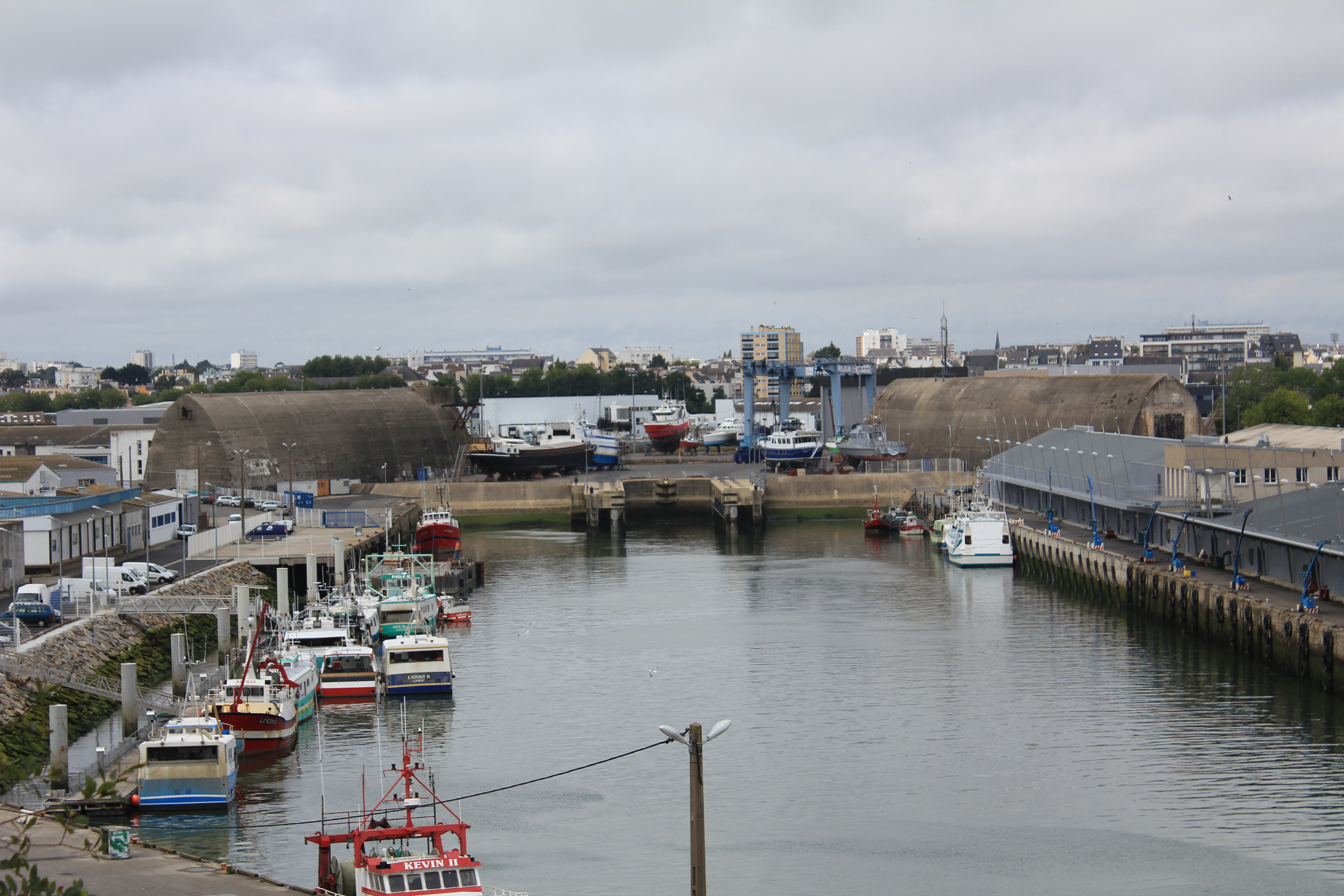
Le bassin long.

Deux bassins équipent l'ensemble portuaire, et représentent environ 10 hectares. Ceux-ci ne sont pas soumis aux contraintes de marée et peuvent accueillir les navires quel que soit le moment ou l'ampleur de la marée. Le grand bassin est orienté Est-Ouest, et dispose d'une profondeur de 4 mètres. Il est séparé de la rade de Lorient par un môle qui permet l'accostage sur 345 mètres de navires ayant jusqu'à 8 mètres de tirant d'eau. Le bassin long est orienté Nord-Sud et dispose à son extrémité d'un accès pour l'élévateur à bateaux.
L'ensemble compte par ailleurs près de 1 850 mètres de quais. Ceux-ci sont spécialisés dans l'accueil de plusieurs types de bateaux. Le « quai du Pourquoi Pas », dans le bassin long et situé sur la longueur Nord de la presqu'île de Keroman, dispose ainsi de 165 mètres de pontons destinés à l'accueil des bateaux de la pêche artisanale.

#### Vente du poisson
Trois criées sont présentes dans le port, et sont chacune spécialisées dans un type de produits particuliers. La criée no 2 est destinée aux produits de pêches hauturiers, en pleine exploitation de 20 heures à 2 heures du matin. La criée no 3 est destinée à la vente de pêche côtière, et traite près de 5 000 tonnes par an. Elle est active à partir de 4 heures le matin. La salle Verrière est située entre les criées no 1 et 2, et est spécialisée dans la vente de produits hauturiers. Elle est dotée des équipements informatiques pour la vente, les plus modernes du port.
L'ensemble portuaire dispose par ailleurs de la plus grande gare de marée de l'Ouest de la France qui dispose de 36 portes pour les gros porteurs, et qui est utilisée pour ravitailler le port en produits bruts, ainsi que de transporter les produits du port jusqu'aux villes de Paris, de Lyon, ou de Bordeaux.

#### Fourniture aux bateaux
La criée no 1 n'est plus utilisée pour la vente, mais abrite l'unité de lavage des contenants du port, comme les caisses de criée ou les palettes plastiques. Elle lave chaque année environ 1,5 million de caisses et 18 000 conteneurs.
Plusieurs glacières sont présentes dans l'ensemble portuaire. Une est destinée aux navires, une autre aux mareyeurs, et trois plus petites aux poissonniers. La plus importante de ces glacières est celle qui alimente les navires de pêche. Située sur le môle Sud-Est, celle-ci produit quotidiennement 50 tonnes de glace en paillettes, et dispose d'une capacité de stockage de 150 tonnes.

#### Réparations navales

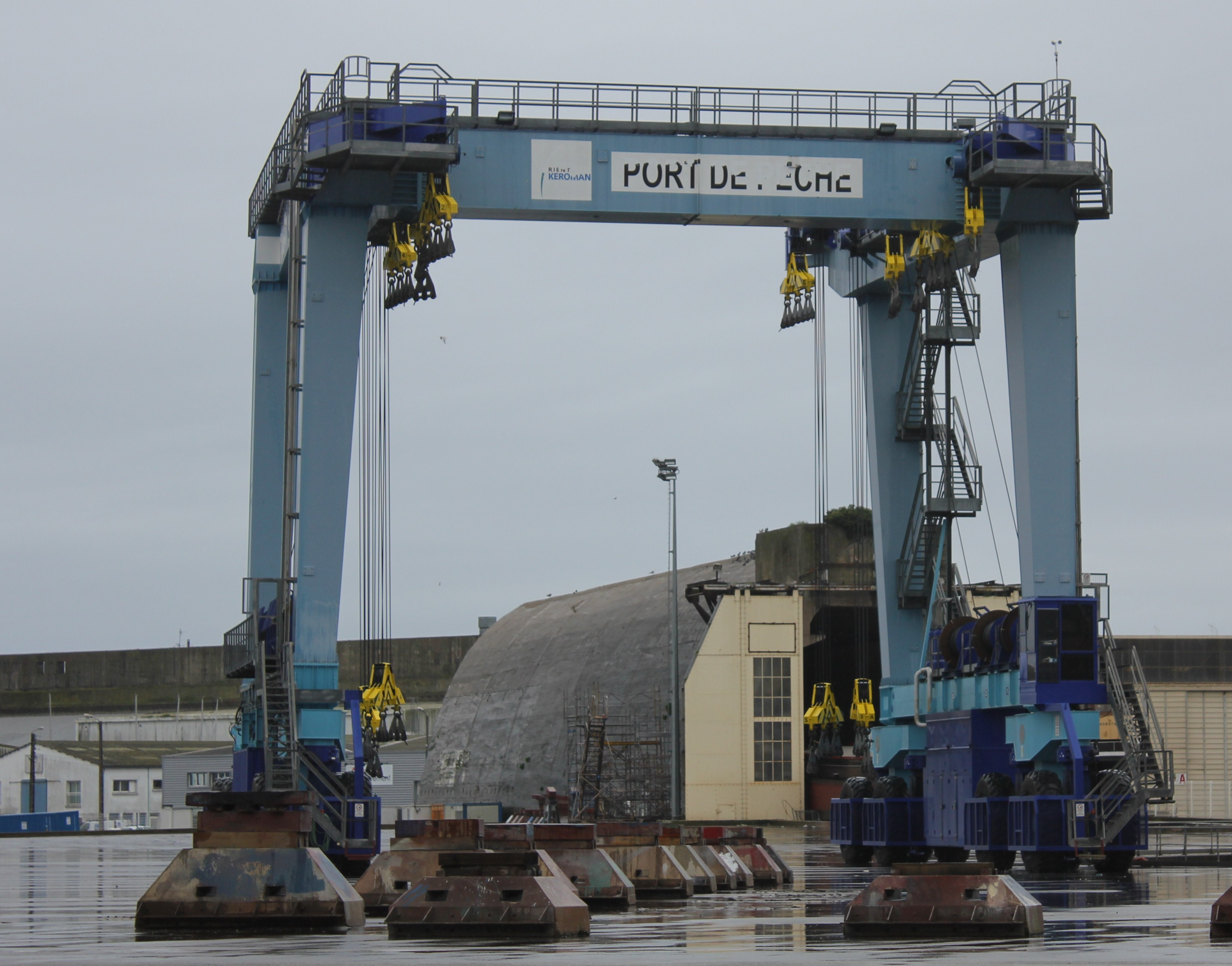
L’élévateur à bateaux.

Le port dispose d'une aire totale de 24 000 mètres carrés destinée à la réparation navale. Sur celle-ci, 11 500 mètres carrés sont destinés aux bateaux jusqu'à 650 tonnes, 5 000 mètres carrés sont destinés aux bateaux jusqu'à 250 tonnes, et 7 500 mètres carrés sont destinés aux bateaux jusqu'à 150 tonnes. Au total, 20 bateaux peuvent être accueillis en même temps.
Depuis 2002, l'ensemble est équipé du plus puissant élévateur à bateaux d'Europe qui peut déplacer des bateaux jusqu'à 650 tonnes. Remplaçant le slipway dont était équipé le port, il hisse, par an, plus de 250 navires — longs de 10 à 60 mètres et de tout type — sur les terre-pleins.
Un bâtiment d'accueil construit en 2007 est à disposition des différentes entreprises qui travaillent avec ces outils, comme celles liées à la mécanique, à la chaudronnerie, à l'hydraulique, ou à d'autres activités de ce type.

## Activités
Le port de pêche de Keroman représente 3 000 emplois directs, pour 270 entreprises. Il génère, sur l'ensemble de l'agglomération lorientaise, un total de 13 000 emplois.

### Pêche

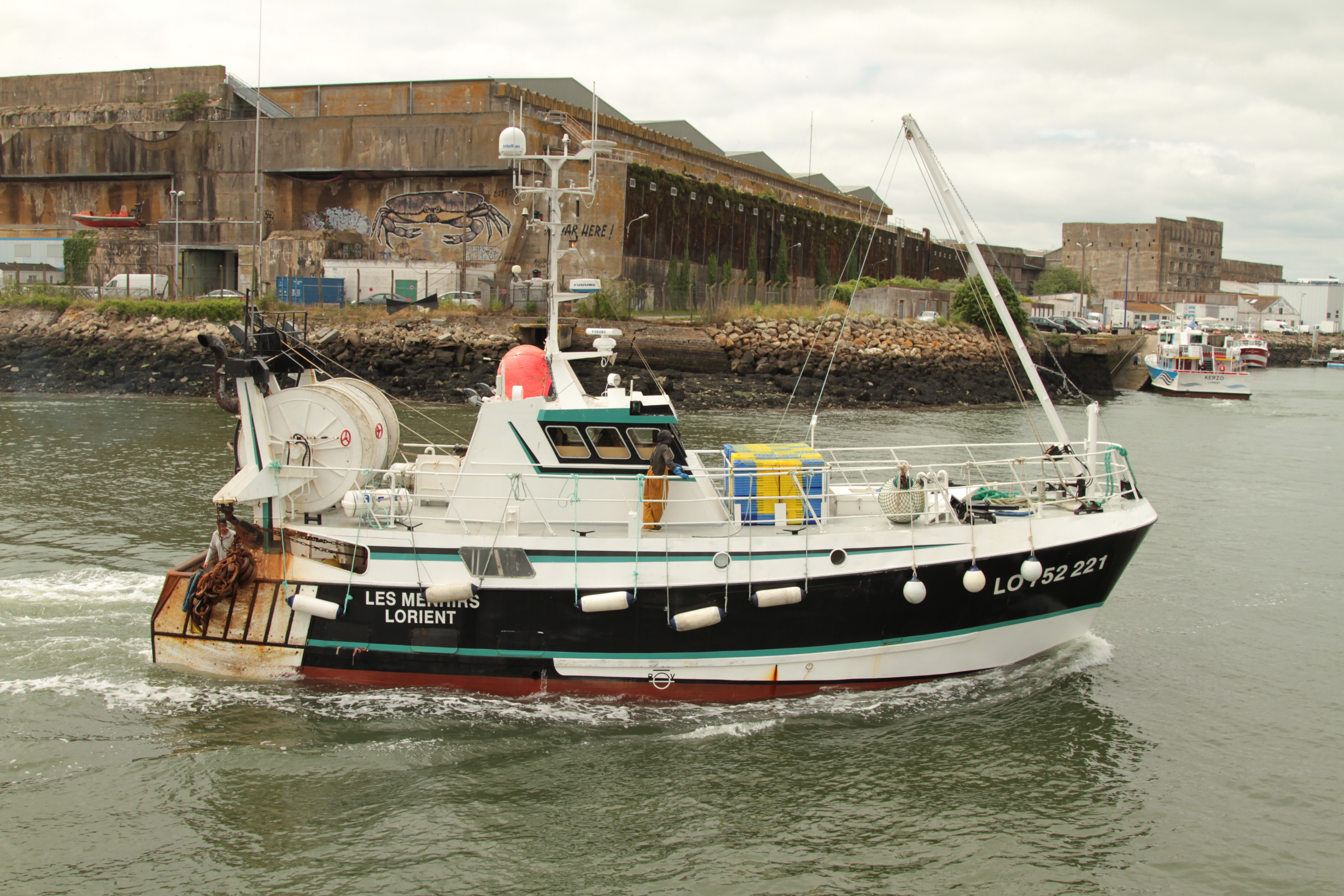
Les Menhirs (armement de la pêche artisanale de Keroman [Apak)]).
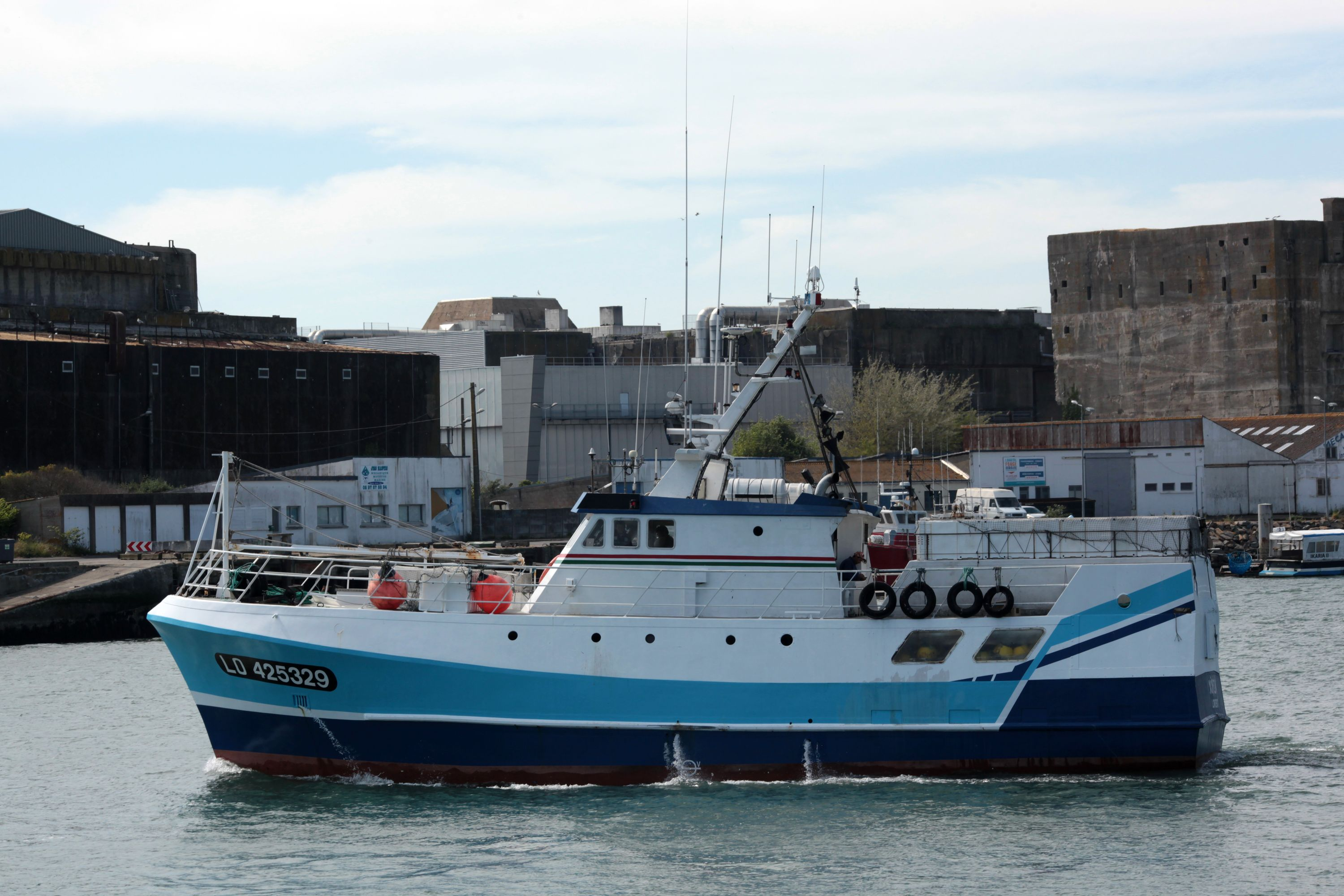
Miren (palangrier).
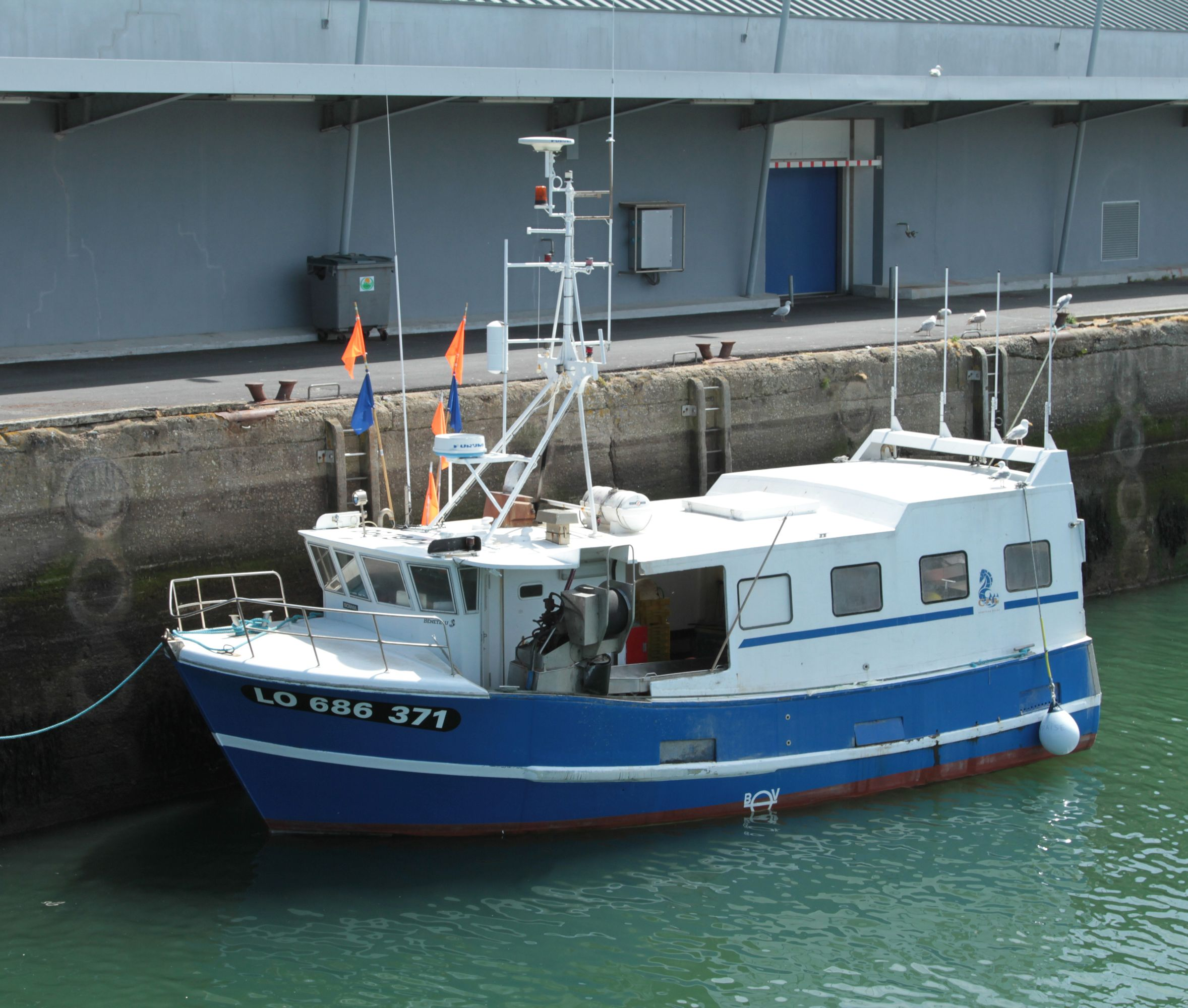
La Gavraise II (fileyeur).
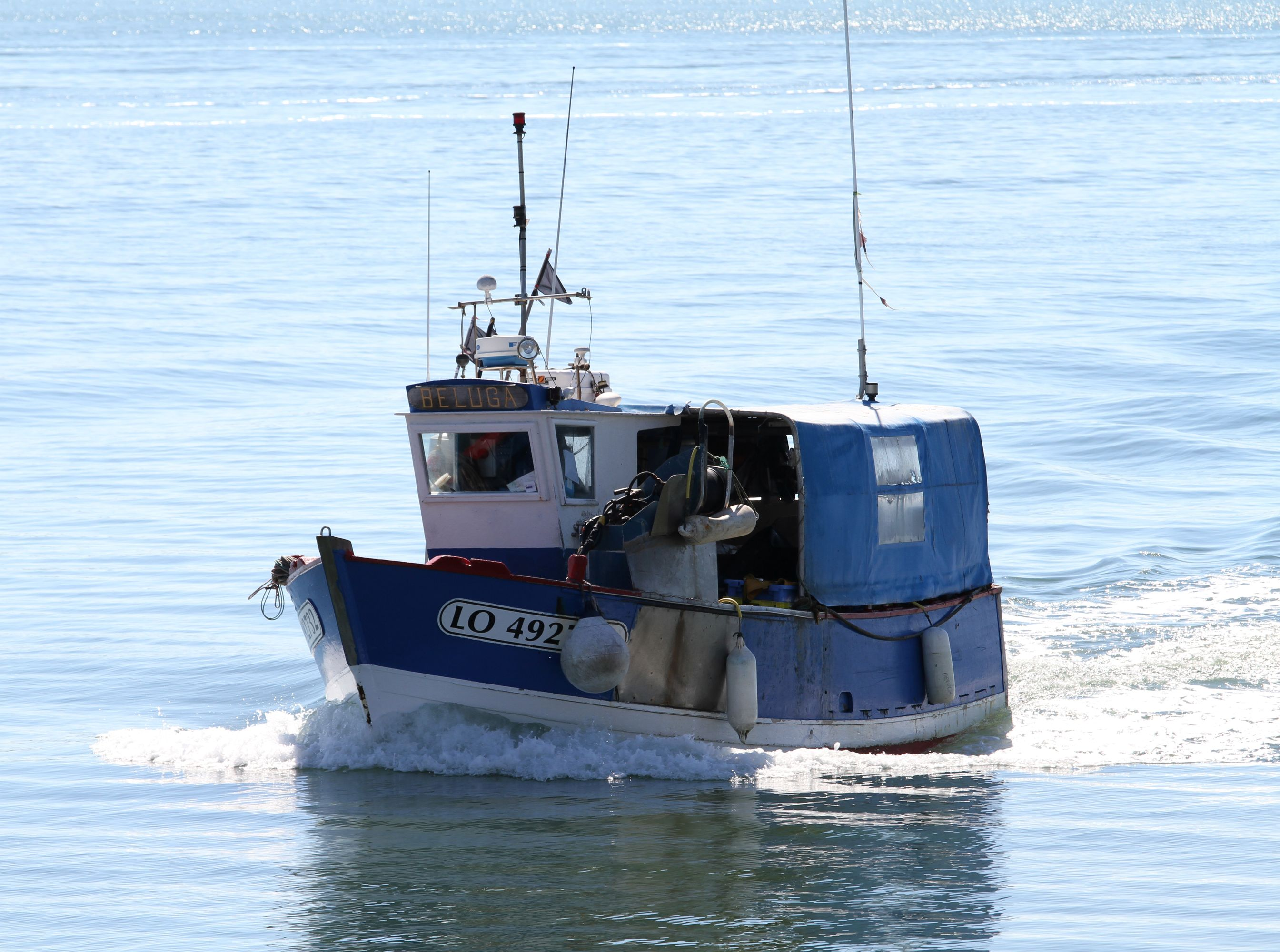
Beluga (caseyeur - palangrier -  trémailleur)

#### Typologie
En 2010, 26 038 tonnes sont vendues sous criée, pour un chiffre d'affaires total de 71,82 millions d'euros. Les dix premières espèces présentes sont par ordre croissant de volume, le lieu noir, le merlu, la lingue franche, la baudroie, le sabre, le grenadier, la lingue bleue, le congre, la langoustine vivante et le thon. En valeur, la langoustine prend la première place. La flotte du port se compose de 118 navires, dont 25 spécialisés dans la pêche au large, 51 dans la pêche côtière, et 42 dans la petite pêche. Ils utilisent pour 50 % d'entre eux le chalut, l’autre moitié utilisant des filets, des casiers, ou des palangres.

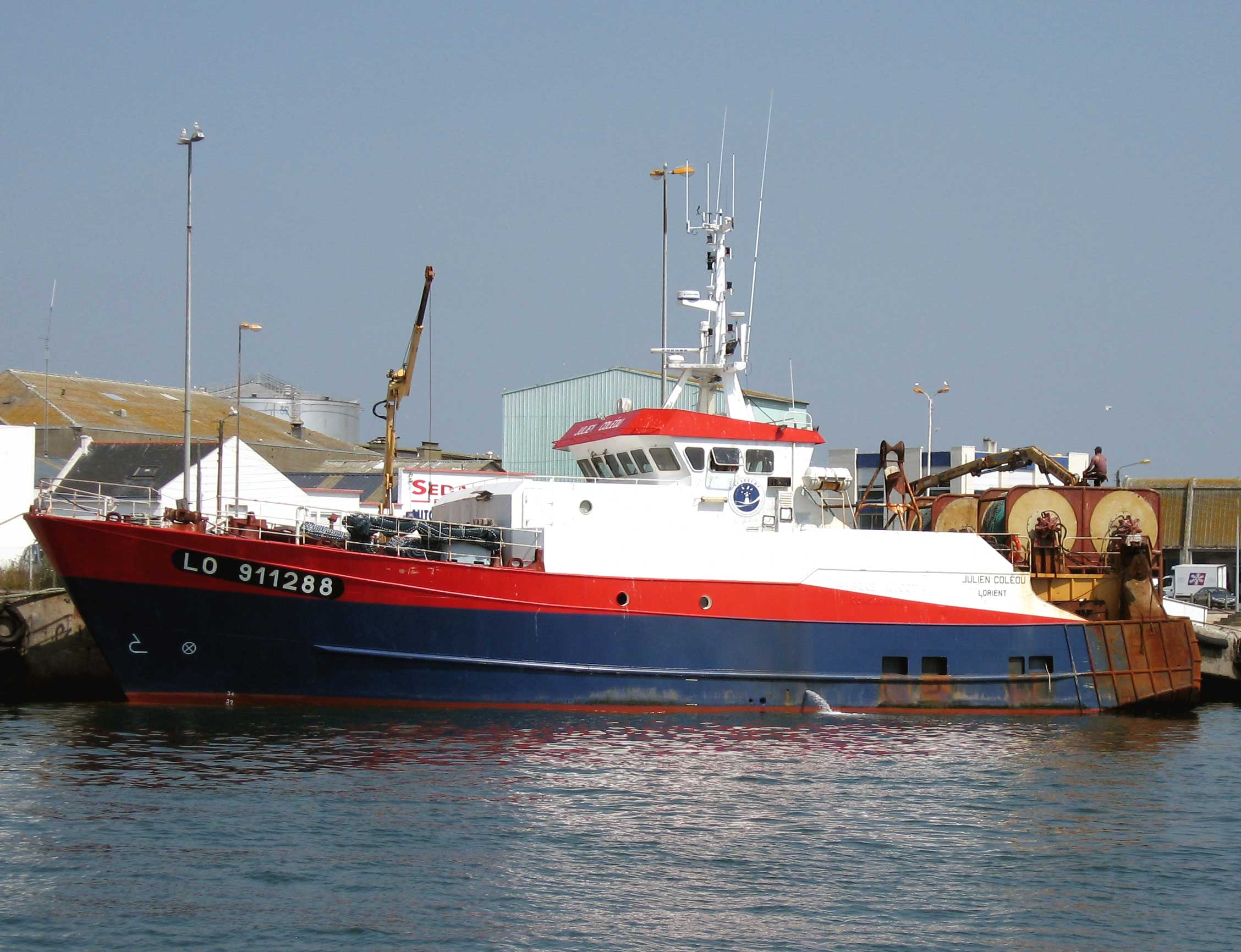
Chalutier de l'armement Scapêche dans le port en juillet 2006.

La flotte de la pêche au large compte, en 2010, 25 navires qui mesurent entre 30 et 45 mètres. Ils vont pêcher dans une zone qui s'étend de la mer Celtique jusqu'au nord de l'Écosse pour les navires de la Scapêche, et certains armements indépendants, deux grands fileyeurs et un hautier, vont pêcher la sole dans le golfe de Gascogne.
La flotte compte une quinzaine de fileyeurs, d'une douzaine de mètres, qui partent pour des campagnes de pêche d'une journée, sortant entre trois heures du matin et le milieu de l'après-midi. Ils pêchent principalement des espèces comme la sole, la lotte, le merlu, le rouget ou encore l'araignée de mer. Leur zone de pêche s'étend de Doëlan (à l'ouest) à Quiberon (à l'est). Pendant les campagnes hivernales, le périmètre peut être étendu un peu plus au large en restant pour la nuit à Belle-Ile.
La flotte de langoustiers compte 35 unités qui mesurent entre 12 et 18 mètres. Les campagnes de pêche durent aussi le temps de la journée, et s'étendent dans une zone partant de trois milles au sud de Groix jusqu'à 60 milles au sud. Au-delà de cette zone, des navires espagnols, qui viennent ensuite décharger à Lorient, prennent le relais. Cette flotte lorientaise pêche aussi d'autres espèces comme le merlu, la sole ou la lotte.
La soixantaine d’autres navires a une activité plus polyvalente, pêchant selon la saison à la ligne, au casier, au filet ou à la drague avec des lieux d'exercice plus diverse. À ceux-ci s'ajoutent 130 pêcheurs professionnels à pied.

#### Évolutions du volume de pêche
| 1928   | 1931   | 1939   | 1945  | 1952   | 1963   | 1972   | 1974   |
| ------ | ------ | ------ | ----- | ------ | ------ | ------ | ------ |
| 15 800 | 23 000 | 33 066 | 1 432 | 35 800 | 74 400 | 62 914 | 78 100 |

| 1982   | 1986   | 2002   | 2003   | 2004   | 2005   | 2006   | 2007   |
| ------ | ------ | ------ | ------ | ------ | ------ | ------ | ------ |
| 65 036 | 69 444 | 26 258 | 27 349 | 26 788 | 27 211 | 23 422 | 22 327 |

| 2008   | 2009   | 2010   | 2011   | 2014   | 2015   | 2020   |  |
| ------ | ------ | ------ | ------ | ------ | ------ | ------ |  |
| 18 913 | 22 106 | 26 038 | 25 922 | 26 652 | 26 514 | 17 898 |  |

En forte baisse (-64%), à cause de la limitation de l'activité durant la crise sanitaire, le port reste le deuxième port de pêche en France en 2020.

### Transformation
Le secteur de la transformation venant du port de Keroman ou d'autres ports de pêche de la région traite 100 000 tonnes de poissons par an. Depuis 1993, la cellule commerciale du port fait venir du poisson par camion, en provenance principalement d'Écosse et d'Irlande pour compléter les prises lorientaises.
La production concerne 25 entreprises actives sur le site. La grande distribution permet d'écouler 60 % de leurs productions, suivie par les grossistes et les restaurants qui écoulent chacun 15 % de la production, puis des poissonneries et de la vente directe qui représentent chacun 5 % des débouchés de celle-ci. Au-delà du site, d'autres entreprises de transformation sont aussi implantées, comme le Japonais Nippon Suisan Kaisha implanté dans la ville voisine de Kervignac.

### Réparations et constructions

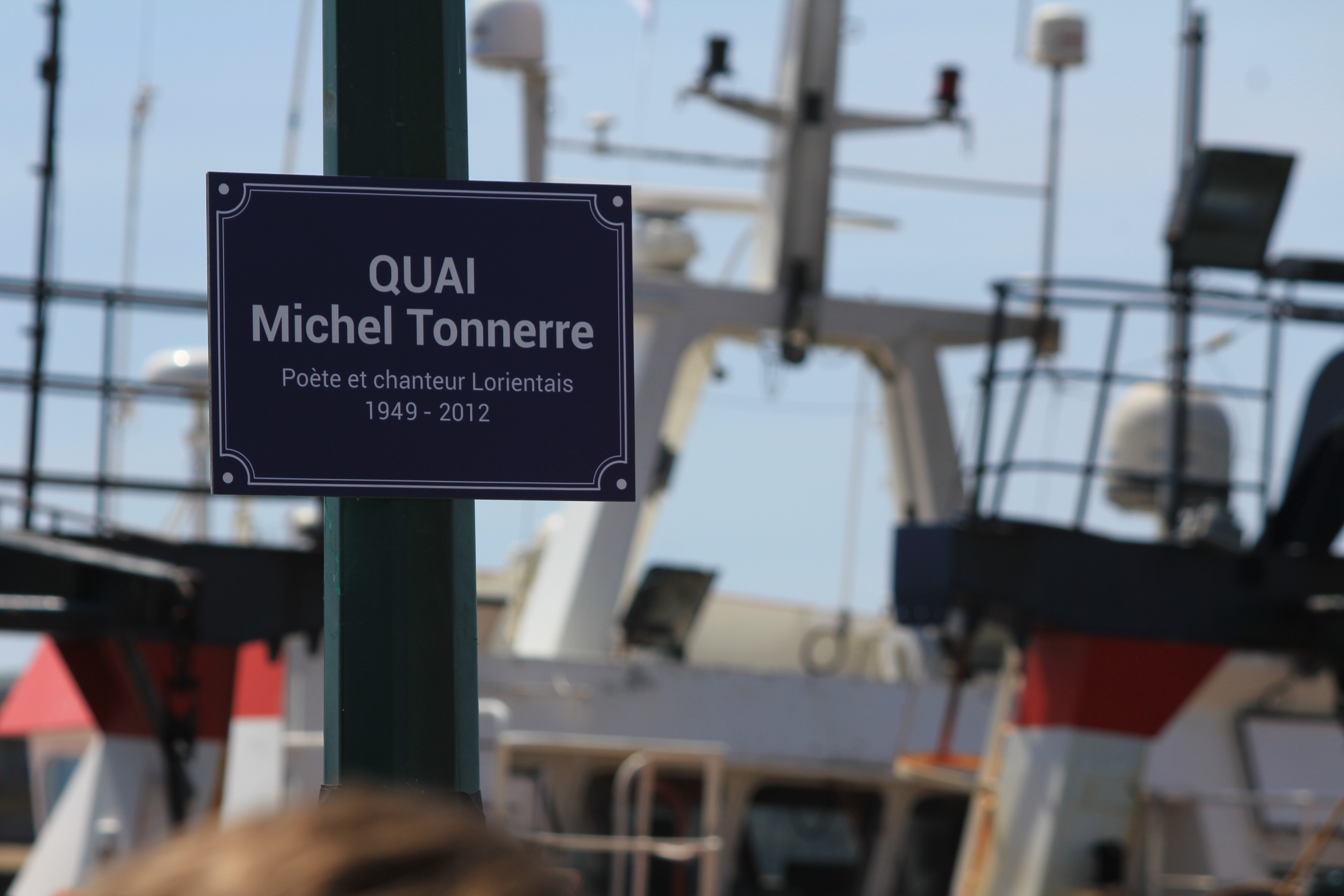
Plaque dédiée à Michel Tonnerre au quai du même nom.

En 2009, l'aire de réparation navale connaît 273 mouvements de bateaux pour des opérations de réparation. Parmi ceux-ci, 40 % concernent des navires de pêche, 20 % des navires de plaisance, 19 % des bateaux de passagers ; les caboteurs, les navires militaires, et les pontons brise-clapot comptent, chacun, pour 5 % des  opérations du site.
Des chantiers de construction utilisent fréquemment le site, pour la réalisation de bateaux de course et de croisière, la fabrication de brise-clapots destinés aux ports de la rade de Lorient ou d'autres ports de la région, ou encore pour des commandes plus spécifiques telle celle d'une porte-écluse pour le port de Vannes.

### Activités culturelles
Plusieurs activités culturelles sont organisées par le port. Un week-end de fête nommé « Keroman Port en fête » est organisé chaque fin juin qui consiste en des ateliers de découverte des activités du lieu, ou encore des concerts.
Plusieurs événements du Festival interceltique de Lorient sont organisés sur ce site. Une cotriade est organisée dans les premiers jours et marque traditionnellement son début. Le second week-end de ce festival, une série de concerts appelée « Nuit du port de pêche » est aussi organisé sur l'espace du slipway, ainsi qu’une fête sur l'avenue de la Perrière. D'autres concerts peuvent aussi être ponctuellement organisés pendant le festival sur ce site, comme celui de Texas en 2011 et du groupe irlandais The Corrs pour clore l'édition 2016.
Enfin, le port de pêche de Keroman sert d'inspiration pour des chansons ou des répertoires d'artistes, comme ceux de Michel Tonnerre, ou de Soldat Louis,.

Concert sur le slipway du port lors de l'édition de 2009 du festival interceltique de Lorient.

### Investissements à l'étranger
La société du port de Kéroman remporte à la fin 2020 un appel d'offres pour la construction du port de pêche de Duqm sur 250 hectares petite ville portuaire au sein du sultanat d'Oman que les dirigeants omanais souhaitent transformer en nouveau hub régional dans la "Vision 2040" du sultanat, et qui pourrait profiter du savoir maritime et halieutique du port breton. De nombreuses entreprises françaises sont attendues afin de participer au projet. Néanmoins, après la déclaration d'un des fondateurs de la SAS Ker'Oman affirmant qu'à terme, du poisson frais pourrait affluer par avion-cargo de Duqm, une polémique enfle avec des critiques et des oppositions d'écologistes ainsi que du président de la région, ancien membre du Parti socialiste Loïg Chesnais-Girard, tandis que les radicaux de gauche, eux, par la voix de Jean-Philippe Olivieri voient l'occasion de "pérenniser l'emploi à Lorient". Sur Reporterre, les pêcheurs locaux dénoncent l'aberration de s'approvisionner en Oman pour avoir du poisson, tandis que Damien Girard, élu écologiste de Lorient, s'inquiète des retombées écologiques de ces voyages aériens, là où un actionnaire de Ker'Oman, Maurice Benoish, défend le projet, un bienfait économique puisque la demande de poissons est supérieure à l'offre.